# Basisband
Basisband in een LAN of ander netwerk duidt erop dat pulsen worden gebruikt die direct op het netwerkmedium worden toegepast om een signaal te vormen met de gecodeerde binaire data.

Spectrum van de amplitude van een basisband in functie van de frequentie

In normale taal: één signaalstroom over één geleider.
Er is dus geen sprake van modulatie op een draaggolf zoals bij breedbandnetwerken waar meerdere kanalen gelijktijdig overgedragen worden.
Door toepassing van een basisband is het systeem relatief storingsgevoelig en neemt deze toe met de frequentie en de lengte van de kabels. 
Om meerdere gebruikers gelijktijdig gebruik te laten maken van een netwerk met basisband past men packet-switching toe.